# Het zweefkleedje
Het zweefkleedje is een stripverhaal uit de reeks van Puk en Poppedijn. Het is geschreven door Piet Wijn en gepubliceerd in De Spiegel van 2 oktober 1965 tot en met 5 februari 1966. Het is het vierde verhaal uit de reeks en bestaat uit 18 pagina's, genummerd van 1-4 tot 18-4.

## Het verhaal
Wanneer de vader van Puk en Poppedijn, een scheepskapitein, terugkeert van een reis neemt hij een cadeau mee, verpakt in een groen kleed. Puk kan zijn nieuwsgierigheid niet bedwingen en pakt het uit. Er zit een kooi in met een sprekende papegaai. Wanneer Puk de kooi omstoot roept de papegaai "Abrah-cada-brah!" en vervolgens vliegt het kleed, waar Puk en Poppedijn en de kooi op staan, omhoog. Het kleed neemt hen mee over land en zee en wanneer Puk een paar uur later opnieuw de kooi omstoot roept de papegaai wederom "Abrah-cada-brah!". Het kleed daalt naar de grond naar een oase midden in de woestijn en landt boven op de ontdekkingsreiziger Benjamin Buitenbeen en zijn bediende Lodewijk.
Zij weten te vertellen dat het kleed gestolen is uit het paleis van de kalief in Bagdad en besluiten het met Puk en Poppedijn terug te brengen. Een stel Arabieren wil hen echter gevangennemen, omdat ze menen dat zij de dieven zijn. Puk, Poppedijn en Benjamin Buitenbeen weten net op tijd met het zweefkleed te ontkomen. Ze landen uiteindelijk in een torenkamer van het paleis van de kalief, waar de hoftovenaar tevergeefs de spreuk uitprobeert op vele groene kleedjes om te kijken of het zweefkleed er tussen zit. De groene kleedjes worden geleverd door Mansoer, die steeds nieuwe voorraden opkoopt.
Mansoer blijkt echter geld te willen slaan uit de verkoop van de kleedjes aan de kalief en vangt de tovenaar en Benjamin Buitenbeen. Puk en Poppedijn weten echter te ontkomen en kalief Suleiman in te lichten. Wanneer Puk en Poppedijn met de kalief in de torenkamer aankomen blijkt Mansjoer er op het zweefkleedje met de tovenaar en Benjamin vandoor te zijn gegaan. De kalief laat Puk en Poppedijn uit het paleis schoppen.
Wanneer ze door Bagdad lopen komen ze de pratende papegaai tegen, die door een bediende gevangen wordt. Puk en Poppedijn volgen de bediende en komen zo terecht in het huis van Mansjoer. Ze vermommen zich als Arabische vrouw en weten zo het huis binnen te gaan. Daar doen ze zich voor als boze geest met vier armen en benen. Mansjoer weet hen echter te ontmaskeren. Poppedijn wordt gevangen, maar Puk weet andermaal te ontsnappen. Hij licht de kalief in, die inmiddels erachter is gekomen dat de hoftovenaar alleen maar verdwenen kan zijn uit de afgesloten torenkamer door middel van het zweefkleed. Nu gelooft hij Puk en gaat met hem naar het huis van Mansjoer. Deze wil ontvluchten op het zweefkleed samen met vele zakken goud, die hij verdient heeft aan de verkoop van de kleedjes aan de kalief. Het kleed is echter te zwaar en Mansjoer landt in een verfbak met groene verf, de verf die hij gebruikte om de kleedjes groen te verven.
De kalief bedankt Puk en Poppedijn en als dank krijgen ze de sprekende papegaai cadeau. Ze worden door de hoftovenaar naar huis gebracht op het zweefkleed.

## Uitgaven

### Achtergronden bij de uitgaven
- Het verhaal is gepubliceerd in De Spiegel van 2 oktober 1965 tot en met 5 februari 1966. Elke week verscheen er een pagina.
- Het verhaal is nooit in een reguliere albumreeks uitgegeven. Pas in 1995 zijn alle verhalen verschenen in drie luxe banden.